# Cryptosporidium parvum
A Cryptosporidium parvum az Alveolata csoport Eucoccidiorida rendjének egyik faja.

## Tudnivalók
A Cryptosporidium parvum egyike azoknak az élősködőknek, melyek cryptosporidiosist okoznak. Ez az emlősök egyik emésztőrendszeri megbetegedése.
Az első tünetek súlyos hasmenést okoznak. További tünetek az étvágytalanság, hányás és hasi fájdalmak. A gyenge immunrendszerrel rendelkező egyedek a hasmenés által napi 10-15 liter folyadékot is elveszíthetnek. Főleg az állatok esetében a megfertőzés olyan ürülék felfalásával történik, melyben spórás oociták vannak. Az egészséges ember csak 132 darab oocitától is meg tud betegedni.
Egy 2004-es kutatás Alkalmával 155 emlősfajban, köztük a kardszarvú antilopban (Oryx dammah) is megtalálták a Cryptosporidium parvumot, illetve ehhez hasonló élősködőket. 2005-ben 100 emlős - beleértve a kardszarvú antilopot is - ürülékében felfedezték a Cryptosporidium nemzetség fajait.

## Fordítás
- Ez a szócikk részben vagy egészben  a   Cryptosporidium parvum című angol Wikipédia-szócikk ezen változatának fordításán alapul.  Az eredeti cikk szerkesztőit annak laptörténete sorolja fel. Ez a jelzés csupán a megfogalmazás eredetét és a szerzői jogokat jelzi, nem szolgál a cikkben szereplő információk forrásmegjelöléseként.